# 岸野幸正
岸野幸正（日语：／ Kishino Yukimasa，1955年10月21日—），日本男性配音員、演員。出身於東京都江戶川區。青二Production所屬。身高170cm。A型血。

## 簡歷
帝京大學文學院中退。劇團岸野組團長。曾經是野澤那智主宰劇團薔薇座的團員。

## 演出
粗體字表示主要角色。

### 電視動畫
1979年
- 新·網球甜心

1981年
- 真知子老師

1982年
- 電子神童（黨羽C）

1983年
- SPACE COBRA
- 貓眼三姐妹（警官）

1987年
- 鬼太郎 (第3作)（審判員、男先生、山天狗）
- 聖鬥士星矢（隊長）
- 變形金剛：頭領戰士（士兵）
- 北斗神拳2（海賊）

1988年
- 麵包超人（巨人）
- 聖魔大戰（たつ魔鬼）
- 甜蜜小天使 (1988年版)（警官、播報員）

1989年
- 惡魔君（1989年—1990年，法老王、嘎哈哈黨羽／嘎哈哈3人組、大林寺魔州、阿薩謝爾）
- 新仙魔大戰（助酮龜）
- 勇者鬥惡龍（魯道夫將軍〈第2代〉）
- 七龍珠（武將）
- 七龍珠Z（1989年—1993年，賽亞人、畢特、貝吉塔王〈第2代〉、桃白白〈第2代〉、播報員、惡人A）
- 魔法使莎莉 (1989年版)（補習班老師）

1990年
- 西瓜皮先生（喬治、水口社長、交易客戶、汽車公司部長、鰻魚屋店主）
- 奇天烈大百科（1990年—1996年，團長、松吉、半次郎、花丸菊之丞〈第2代〉、艾伯特）
- 神通小精靈（章魚燒店主、不良A）
- 夠了！阿太郎 (1990年版)（日语：もーれつア太郎）（蜘蛛、與作）

1991年
- 崔普一家物語（教師、駕駛）
- 校園七大不可思議神秘事件（日语：ハイスクールミステリー学園七不思議）（管理人）

1992年
- 超仙魔大戰（魔亂PU）
- 超電動機械人 鐵人28號FX（三郎的父親）
- 大草原上的小天使 灌叢嬰猴（店主）
- 小小男子漢（1992年—1994年，書店、里長／不動產業者、相田博士、兆治、會長）
- 餓狼傳說（署長）

1993年
- 足球風雲（宍戶和茂〈初代〉）
- GS美神（登山遠足隊幽靈、宣長、醫師）
- 疾風無敵銀堡壘（噴射西打[8]）

1994年
- 足球小將翼J（賀茂港教練）
- 灌籃高手（魚住純、小池〈第2代〉）
- 七海的堤可（安朱安）
- 魔法騎士雷阿斯（拉法卡）

1995年
- 動畫世界的童話（日语：世界名作童話シリーズ ワ〜ォ!メルヘン王国）（獅子）
- 怪盜Saint Tail（日野）
- 櫻桃小丸子（紙劇場老爺爺）

1996年
- 無家可歸的孩子蕾米（維果）
- 鬼太郎 (第4作)（警部、正吉、幕僚長）
- 靈異教師神眉（1996年—1997年，獵師、樂聖）
- 七龍珠GT（1996年—1997年，布托巴、主持人）

1997年
- 金田一少年之事件簿（橘五柳）
- 中華一番！（1997年—1998年，廣州餃子館店主、店主、客人A、龍秘書官）
- 超魔神英雄傳（1997年—1998年，牛筆、瓦特）

1998年
- 星際牛仔（喬納桑）
- 餓沙羅鬼（國防長官、西田啟）
- 青澀寶貝（澤渡總一郎）
- 槍神Trigun（魯茲・魯斯）
- 甜蜜小天使 (1998年版)（江戶川老師）
- 危險調查員（崔維斯）
- 羅德斯島戰記 -英雄騎士傳-（曉之鷲兵團團長）

1999年
- 週刊故事樂園（日语：週刊ストーリーランド）（1999年—2001年，秋棲[注 1]、宮田健二郎[注 2]）
- 名偵探柯南（1999年—2021年，織田國友、黑田兵衛）
- ONE PIECE（希格馬）

2000年
- 機巧奇傳希約戰記（源之介）
- 勝負師傳說哲也（鄧奇的父親）

2001年
- 蠟筆小新（2001年—2007年，蜆耕太、黑藤）
- 索斯機械獸III（奧斯卡）
- 第一神拳（哈德）
- 花右京女侍隊（慈悲王家戶主）

2002年
- 釣魚迷日記（高井部長）
- 鋼鐵偵探（日语：ヒートガイジェイ）（拉瑪斯·奧羅拉）

2004年
- 陰陽大戰記（2004年—2005年，太刀花正太郎、樂齋）

2005年
- 新釋 真田十勇士 The Animation（日语：新釈 眞田十勇士）（蒲生備中守賴鄉[9]）

2006年
- 小柴犬阿旺的和風心（日语：しばわんこの和のこころ）（稻草人、紅葉屋主人）

2012年
- ONE PIECE：魯夫特別篇 ～手掌島的冒險～（希格馬）

2017年
- ONE PIECE 東海特別篇 ～魯夫與四位夥伴的大冒險～（日语：ONE PIECE エピソードオブ東の海 〜ルフィと4人の仲間の大冒険!!〜）（希格馬）

2022年
- 女性向遊戲世界對路人角色很不友好（文斯）

2025年
- 黃昏旅店（唱片頭男 / 小川隆）

### 電影動畫
1988年
- AKIRA

1989年
- NEMO（日语：NEMO/ニモ）（哥布林將軍）

1990年
- 老爺爺改造講座（日语：おじさん改造講座）（一本槍）
- 七龍珠Z：世上最強之人（日语：ドラゴンボールZ この世で一番強いヤツ）（基斯[10]）

1991年
- 劇場版 亞爾斯蘭戰記（伊爾特里休）

1992年
- 鐵拳對鋼拳（濱田）

1993年
- 怪博士與機器娃娃：嗯加！企鵝村的早晨（日语：Dr.スランプ アラレちゃん んちゃ!ペンギン村はハレのち晴れ）（加拉）

1994年
- 快打旋風II MOVIE（塔爾錫）
- 灌籃高手：稱霸全國！櫻木花道（日语：スラムダンク 全国制覇だ! 桜木花道）（魚住純）

1995年
- MEMORIES「最臭兵器」（幹部）

1996年
- 超人力霸王公司（日语：ウルトラマンカンパニー）（黨羽）

1997年
- 鬼太郎 妖怪午夜棒球（輸入道）
- 塔麻可吉的真實故事（日语：たまごっちホントのはなし）（半藏博士）

2000年
- 太陽之法 The Laws of the Sun（日语：太陽の法#アニメ映画）（魂4 上司、比丘、男性司機）

2009年
- eto（日语：エト (漫画)）（澀重的父親）

2011年
- 鋼之鍊金術師：嘆息之丘的聖星（岡薩雷茲）

2018年
- 名偵探柯南：零的執行人（黑田兵衛）

2023年
- 名偵探柯南：黑鐵的魚影（黑田兵衛）

### OVA
1987年
- 火鳥 大和篇[11]

1988年
- 哭泣殺神（播報員、殺手B）

1989年
- 紅牙 Blue Sonnet（日语：紅い牙）（賽車場播報員、刑事、保全B）
- 銀河英雄傳說（斯托克斯少將）

1990年
- 變形金剛Z（掠奪王、求雨鬼[12]）
- 大個子（日语：のたり松太郎）（秀川親方）
- 高校太保（日语：ビー・バップ・ハイスクール）（1990年—1998年，金田、爺爺）
- 寂寞的宇宙戰爭（日语：ひとりぼっちの宇宙戦争）（冥王B）

1991年
- 巫術（吸血鬼領主）
- 3×3 EYES（人妖店長／真行寺君江、飯店人員、秘書）
- 含羞草（尾藤）
- 創龍傳

1992年
- 潮與虎（飛頭蠻）
- 機神兵團（日语：機神兵団）（大石機關士）

1993年
- The Cockpit 鐵之龍騎兵（日语：戦場まんがシリーズ）（美軍）
- 幸運騎士 在世間的幸運冒險者們（日语：フォーチュン・クエスト）（休·歐西）

1995年
- 湘南爆走族10 FROM SAMANTHA（大橋數基的父親）

1996年
- 機動戰士鋼彈 第08MS小隊（麥哲倫艦長）
- 鬥神傳（日语：闘神伝）（蒙德）

1998年
- 玻璃假面 擁有千張假面的少女（小野寺一）

1999年
- 湘南爆走族12 櫻吹雪的畢業典禮（校長）
- 兵蜂PARADISE（瓦爾蒙博士）
- 銀河少女警察 The Animation（取締室役人 、高官）
- 危險調查員（頭目）
- 快樂小丸日記（溫柔爺爺）

2001年
- 怪童丸（日语：怪童丸）（坂田義信）

2002年
- I'll/CKBC（日语：I'll）（柊教練）

2009年
- TO（日语：2001夜物語#TO）（貝爾廷）

2011年
- 英雄傳說 空之軌跡 THE ANIMATION（卡西烏斯·布萊特）

### 遊戲
1992年
- BABEL（日语：BABEL）（帕歐羅親王）

1993年
- ARCUS I、II、III（德倫·提亞、卡魯西亞）
- A級雷電戰士 誕生篇（日语：Aランクサンダー 誕生編）（火炎、田崎刑事、杜伯曼）
- Sword Master（日语：ソードマスター）（亞克斯）

1994年
- 卒業II ～Neo Generation～（日语：卒業II 〜Neo Generation〜）（校長）
- 兵蜂對戰益智球（日语：対戦ぱずるだま）（瓦爾蒙博士）
- 七龍珠系列（1994年—2019年，桃白白、畢特、記者、播報員、實況播報員、基斯）16作品[注 3]
- POLICENAUTS（日语：ポリスノーツ）（克林茲博士）
- 羅德斯島戰記II（格里帕斯、巴克）

1995年
- 隱忍 -THE NINJA MASTER-（日语：ONIシリーズ）
- SUPER SLAMS -FROM TV ANIMATION SLAM DUNK-（魚住純）[注 4]
- 雙截龍格鬥（艾迪）
- 兵蜂呀呼！在不可思議的國家大受歡迎!!（日语：ツインビーヤッホー! ふしぎの国で大あばれ!!）（瓦爾蒙博士）
- TV Animation 灌籃高手2 IH預賽完全版!!（日语：テレビアニメ スラムダンク2 IH予選完全版!!）（魚住純）[注 5]
- 鬥神傳（日语：闘神伝）（蒙德、藍古·艾倫）
- 鬥神傳S（日语：闘神伝）（蒙德、藍古·艾倫）
- 鬥神傳2（日语：闘神伝）（蒙德、藍古·艾倫）
- Private eye dol（日语：プライベート・アイ・ドル）（獸）
- 魔法騎士雷阿斯（拉法卡）[注 6]

1996年
- WAR-ZARD（日语：ウォーザード）（姆庫洛、布雷德）
- 偵探 神宮寺三郎 未完的採訪（日语：探偵 神宮寺三郎 未完のルポ）（神宮寺三郎）
- 鬥神傳URA（日语：闘神伝）（蒙德、藍古·艾倫）
- 七種秘館（赤島幻兵）

1997年
- 三國無雙（曹操、信長）
- 瑪莉加 ～真實的世界～（日语：マリカ 〜真実の世界〜）（蕉木晉矢）
- 塔麻可吉64（半藏博士（日语：ばんぞー博士））

1998年
- 卒業III ～Wedding Bell～（日语：卒業III 〜Wedding Bell〜）（校長）
- 偵探 神宮寺三郎 夢的終結（日语：探偵 神宮寺三郎 夢の終わりに）（神宮寺三郎）
- 超魔神英雄傳 ANOTHER STEP（瓦特）
- 兵蜂RPG（日语：ツインビーRPG）（瓦爾蒙博士）
- 鬥神傳卡片任務（日语：闘神伝）（蒙德、藍古·艾倫）
- 妖刀傳貳（日语：ブシドーブレード）（並主源五郎、本鄉武尊）
- 封神演義（日语：封神演義 (ゲーム)）（黃飛虎、李靖、元始天尊）
- 發現星星!! 塔麻可吉（半藏博士）
- 夢幻模擬戰V ～The End of Legend～（埃塞爾）

1999年
- 鬥神傳 昴（日语：闘神伝）（邦布）
- 貓侍（「弟斬」十兵衛）
- 銀河少女警察 The 3rd Planet（海道正臣）
- 塗鴉小子（長助）
- 藝術傳（日语：爆走デコトラ伝説）（神秘男子）
- 爆走傳說2 男人生夢一路（日语：爆走デコトラ伝説）（阿健）

2000年
- 決戰（日语：決戦 (コーエー)）（本多忠勝）
- 真·三國無雙（曹操、張寶）
- NEUES（班·克羅亞姆）

2001年
- 真·三國無雙2（2001年—2002年，曹操、張寶）2作品[注 7]
- 世嘉小子 網路專賣版（日语：セガガガ）（人交社長、多格瑪社長、萌老）
- （天城龍造）

2002年
- 機動新撰組 萌之劍（勝海舟）
- DEAD OR ALIVE 3（布萊德王）
- 戰鬥封神（日语：バトル封神）（黃飛虎）

2003年
- 惡魔城 無罪的嘆息（瓦爾特·貝恩哈特）
- 真·三國無雙3（2003年—2004年，曹操、張寶）3作品[注 8]

2004年
- CAPCOM FIGHTING Jam（日语：CAPCOM FIGHTING Jam）（姆庫洛）

2005年
- 真·三國無雙4（曹操、張寶）2作品[注 9]
- DEAD OR ALIVE 4（布萊德王）

2007年
- 英雄傳說VI 空之軌跡 the 3rd（卡西烏斯·布萊特）
- 真·三國無雙5（2007年—2009年，曹操、張寶）2作品[注 10]
- 無雙OROCHI（2007年—2009年，曹操）3作品[注 11]

2008年
- 戰場女武神（喬治斯·格魯德、訓練場教官）
- 神鬼寓言II（掠奪者）

2009年
- 光明與黑暗續戰篇 羽翼（日语：シャイニング・フォース フェザー）（奧辛）

2010年
- 真·三國無雙 連袂出擊2（曹操、張寶）
- 戰場女武神2 加利亞王立士官學校（卡列魯沃・羅德里格斯）

2011年
- 機動戰士鋼彈 新基連的野望（日语：機動戦士ガンダム 新ギレンの野望）（巴利）
- 真·三國無雙6（曹操）3作品[注 12]
- 真·三國無雙 NEXT（日语：真・三國無双 NEXT）（曹操）
- 戰場女武神3 -Unrecorded Chronicles-（安東尼奧·何塞·羅德里格斯）
- 無雙OROCHI 2（曹操）

2012年
- 真·三國無雙 VS（曹操）
- 人中之龍5 夢 實踐者（仁科）

2013年
- 真·三國無雙7（曹操[13][14]）3作品[注 13]

2014年
- 神偷（保安總監[15]）
- ONE PIECE KINGS（希格馬）

2015年
- 英雄傳說 空之軌跡 FC Evolution（卡西烏斯·布萊特[16]）

2018年
- 真·三國無雙8（曹操[17]）
- 無雙OROCHI 3（曹操[18]）
- 英雄傳說 閃之軌跡IV -THE END OF SAGA-（卡西烏斯·布萊特[19]）

### 廣播劇CD
- animateCD精選 裝甲戰士（日语：サイバーボッツ）（聖塔納·勞倫斯）
- 薩爾達傳說原聲廣播劇「二人的序章」（班塞塔）
- 卒業電擊CD文庫（校長）
- CD劇場 勇者鬥惡龍（日语：CDシアター ドラゴンクエスト）、勇者鬥惡龍IV（頓·加迪、獅子王）
- CD劇場 勇者鬥惡龍V（貢茲、蜥蜴巫師）
- 幻想傳奇 變裝迷宮（日语：テイルズ オブ ファンタジア なりきりダンジョン） -太陽之章-（理事長、羅喬）
- 廣播劇CD 兵蜂PARADISE（瓦爾蒙博士）
- 廣播劇CD 瓦爾蒙MONMON樂園（瓦爾蒙博士）
- 英雄傳說 空之軌跡系列（卡西烏斯·布萊特）
  - ～離去的決意～
  - 約書亞物語 ～封印的記憶～
  - 奧利維爾物語 ～未完成的敘事詩～
- 純愛遊俠 廣播劇CD（日语：ブルーブレイカー 〜剣よりも微笑みを〜）（旁白）
- 街 第Q之男 ～Q是question的Q～（日语：街 〜運命の交差点〜#ラジオドラマ）（杜克濱地）

### 數位漫畫
- 魯邦三世 D2MANGA（1997年，錢形警部（日语：錢形幸一））

### 外語配音

#### 電影
- 酷條子（英语：A Low Down Dirty Shame）（安德烈·夏莫〈基倫·埃弗瑞·韋恩斯〉）
- 金剛戰士 The Movie（英语：Mighty Morphin Power Rangers: The Movie）（戈爾達）
- 捍衛戰警（捷豹的車主〈葛連·普魯曼（英语：Glenn Plummer）〉[20]）※影碟版。
- 捍衛戰警2：喋血巡洋（莫里斯〈葛連·普魯曼〉）※影碟版。

#### 電視影集
- 兩小無猜（邁克爾〈大衛·史威默〉）

#### 動畫
- 小鹿斑比（森林王子）
- 金字塔名作動畫系列 兔巴哥 ※大陸書房版。
- 變形金剛（犀牛）

### 特攝影集
- 電光超人古立特（1993年，署長）
- B-Fighter Kabuto（1996年—1997年，的聲音、闇之波動獸達格里芬的聲音）
- 超級戰隊系列
  - 救急戰隊GOGOV（1999年，幽界衛兵災魔的聲音）
  - 百獸戰隊牙吠連者（2001年，公車變異人的聲音）

### 電視劇
- KIRARA（日语：KIRARA）

### 電視節目
- （侍駄Z）
- 邦子與徹的主角就是你（日语：必撮ビデオ!!あんたが主役）（旁白）—朝日電視台
- 小小旅行（日语：小さな旅）（信紙朗讀）—NHK綜合
- （旁白）—東京電視台

### 布偶劇
- 兒童布偶劇場（日语：こどもにんぎょう劇場）（街上的人）

### 廣播節目
- R之書齋（甲山武）
- R之書齋 第二幕（甲山武）
- 瓦爾蒙MONMON樂園
- MAICO2010 辰本局長（日语：MAICO2010）

### 廣播劇
- 青山二丁目劇場（日语：青山二丁目劇場）
  - 幸福的三丁目（日语：三丁目の夕日） 「貓的忌日」「下駄的一生」「幽靈修行」（父親）
  - 繡球花之歌（日语：あじさいの唄#ラジオドラマ）（父親）
  - 刑事 蘇我修造（蘇我修造）
- 星界的戰旗II（加波特）
- 花之慶次（宗元）

### CD
- 皮耶魯與凱薩琳3（收錄在Blue Film 3 英語會話拜耳。與弗朗索瓦・休米茲的二重對話）

### 廣告
- XING Wolf Fang（日语：ウルフファング）
- 藝電 主題樂園（日语：テーマパーク (ゲーム)）
- 林原（日语：林原グループ）「海藻糖」
- 萬代 「From TV animation 灌籃高手 ～SD HEATUP!!～」（魚住純）
- 萬代 DATACH（日语：データック）

### 舞台
- 飛吧！京濱吸血鬼（日语：飛べ!京浜ドラキュラ）（1982年12月，蘋果劇院（日语：シアターアプル），81 Produce贊助公演）
- 石井龍也（日语：石井竜也）巡迴演唱會2018「-陣 JIN-」（後藤田僧山的聲音）

## 劇團岸野組
作為劇團岸野組活動。1990年以《幕末太陽傳》首次進行公演。

### 演出節目
- THE 彌次喜多
- 阿涼與平六捕物畫卷
- 清水港異聞 森之石松 1861（日语：清水港異聞 森の石松 1861）
- 森之石松外傳（日语：森の石松外伝）
- 夢賊 石川五右衛門（日语：夢盗人 石川五右衛門）

## 腳註

## 外部連結
- 岸野幸正｜青二Production （日語）
- 劇團岸野組 （页面存档备份，存于） （日語）